# George Clinton (Politiker)

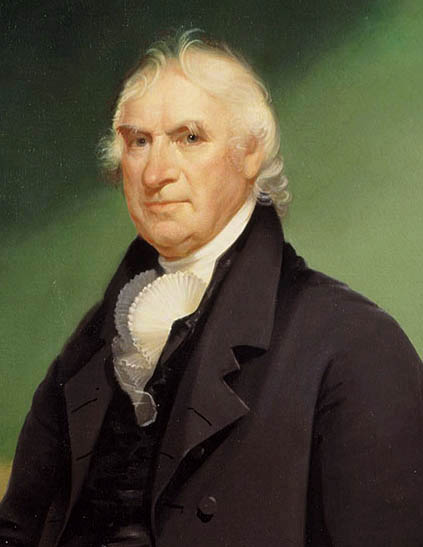
George Clinton (1814)

George Clinton (* 26. Juli 1739 in Little Britain, Provinz New York; † 20. April 1812 in Washington, D.C.) war ein britisch-amerikanischer Offizier, Politiker, von 1777 bis 1795 (nochmals 1801 bis 1804) erster Gouverneur von New York und von 1805 bis zu seinem Tod der vierte Vizepräsident der Vereinigten Staaten.

## Familie
Sein Vater Charles Clinton (1690–1773) stammte aus dem County Longford in Irland. Die Familie wanderte 1729 in die Dreizehn Kolonien aus und ließ sich in Little Britain (später Orange County, New York) nieder. Mit 18 Jahren trat er in die britische Armee ein und nahm am Siebenjährigen Krieg in Nordamerika teil (englisch French and Indian War). Später studierte er Jura und wurde Mitglied des Parlaments des Staates New York.

## Amerikanischer Unabhängigkeitskrieg
Clinton wurde in den Kontinentalkongress gewählt und stimmte dort, den Ideen der Aufklärung folgend, für die amerikanische Unabhängigkeitserklärung. Vor der Unterzeichnung verließ er den Kongress, um als Brigadegeneral der Miliz am Unabhängigkeitskrieg teilzunehmen. Sein Bruder James Clinton war zur selben Zeit Generalmajor der Kontinentalarmee. Die Annahme der Verfassung der Vereinigten Staaten unterstützte der Aufklärer erst, als sie um die Bill of Rights ergänzt worden war.

## Gouverneur von New York
Von 1777 bis 1795 war er der erste Gouverneur von New York nach der amerikanischen Unabhängigkeitserklärung. 1800 bis 1801 war er Abgeordneter in der New York State Assembly und von 1801 bis 1804 absolvierte er eine weitere Amtszeit als Gouverneur. Sein Neffe DeWitt Clinton übernahm das Gouverneursamt erstmals 1817. Er war bekannt dafür, den sogenannten Loyalisten äußerst feindselig gegenüberzustehen. Er nutzte die Beschlagnahmung von deren Besitz, um die Steuern niedrig zu halten. Clinton war ein Freund von George Washington und unterstützte dessen Truppen bei Valley Forge mit Nachschub. Zur Amtseinführung Washingtons als US-Präsident gab er ein großes Festessen.
Mit 21 Amtsjahren hielt Clinton bis Ende 2015 seit seinem Ausscheiden den Rekord für die längste Amtsdauer aller amerikanischen Gouverneure. Inzwischen hat ihn der Gouverneur von Iowa Terry E. Branstad (1983 bis 1999 und 2011 bis 2017) überholt.

## Vizepräsident der USA

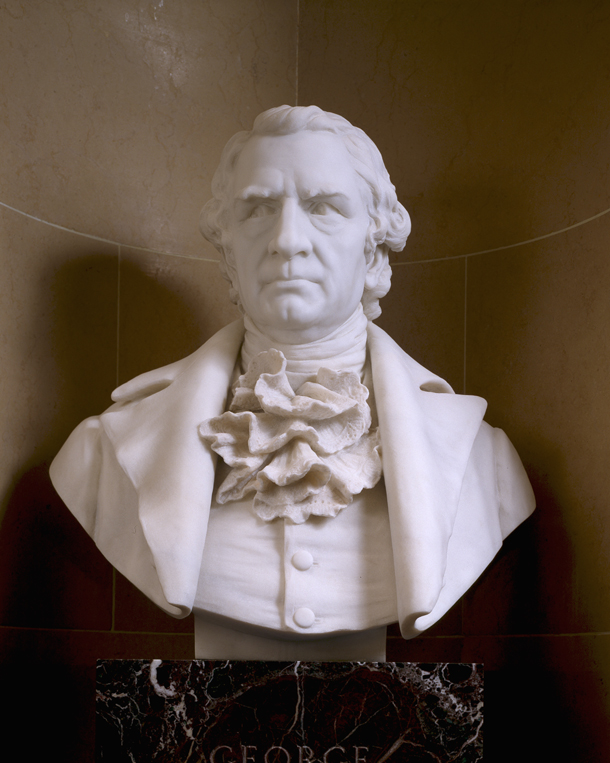
Büste von Clinton als Vizepräsident

Nachdem es während der ersten Amtszeit von Präsident Thomas Jefferson zu starken Differenzen zwischen ihm bzw. seiner Partei und dem Vizepräsidenten Aaron Burr gekommen war, galt es 1804 als ausgeschlossen, dass Jefferson erneut Burr zum Vizepräsidentschaftskandidaten nominieren würde. Hinzu kam noch, dass Burr wegen seines Duells mit Alexander Hamilton in einigen Bundesstaaten wegen Mordes gesucht wurde. Als Alternative einigte man sich auf George Clinton. Dieser wurde nach der erfolgreichen Wahl vierter US-Vizepräsident. Zwischen 1805 und 1809 übte er dieses Amt als Stellvertreter von Präsident Jefferson aus. Im Jahr 1808 wurde er als Vizepräsident bestätigt. Seit dem 4. März 1809 diente er unter Jeffersons Nachfolger James Madison. Er ist damit einer von nur zwei Vizepräsidenten der USA (neben John C. Calhoun), die dieses Amt unter zwei verschiedenen Präsidenten ausgeübt haben. Infolge eines Herzinfarktes starb er am 20. April 1812 als erster Vizepräsident im Amt. Clinton wurde ursprünglich in Washington, D.C. beerdigt, 1908 wurde sein Leichnam nach Kingston (New York) überführt.

## Ehrungen
- Die Clinton Countys in New York und in Ohio sind nach ihm benannt.
- In Washington, D.C. wurde an der Connecticut Avenue ihm zu Ehren ein Reiterstandbild aufgestellt.
- 1873 ließ der Staat New York eine Bronzestatue von ihm anfertigen, die im Capitol aufgestellt wurde (jeder Bundesstaat ist mit zwei Statuen in dieser Sammlung vertreten).